# Thomas Boyd Mason
Thomas Boyd Mason (Lynchburg, 12 gennaio 1919 – Roanoke, 9 marzo 2007) è stato un avvocato e attore statunitense.
Durante la Seconda guerra mondiale, servì come ufficiale navale nel Pacifico meridionale. Successivamente, fu coordinatore di distretto per la campagna elettorale di John Fitzgerald Kennedy, che nel 1961 lo nominò pubblico ministero per il Distretto occidentale della Virginia.
Dopo aver prestato servizio per due mandati (1961-1969), fu assunto alla Norfolk and Western Railway Co. come responsabile per i contatti con l'Assemblea Generale della Virginia, lavoro da cui si ritirò nel 1983.
A partire dagli anni settanta, iniziò anche una carriera come attore tanto cinematografico, quanto teatrale. Impegnato soprattutto in serie televisive e film per la televisione (fra cui anche JAG - Avvocati in divisa, Law & Order - I due volti della giustizia e La signora in giallo), ha ricoperto anche ruoli minori in film di successo come Apocalypse Now, Crimini del cuore, Mississippi Burning - Le radici dell'odio, Se scappi ti sposo, Gods and Generals e Flags of Our Fathers.